# 夜の診察室
『夜の診察室』（よるのしんさつしつ）は、1971年の日本映画。

## 概説
性医学博士の父親の運営するクリニックで手伝いをする女子大生の娘を中心に、様々な悩みを持つ患者と、ヒロインである娘も実は彼氏に問題がありと、ヒロインとカウンセリングに来る患者を通して、セックスのあり方を描くセクシャルコメディ。
主人公の女子大生を演じるのは当時新進女優だった松坂慶子。
製作会社は大映、配給はダイニチ映配であった。
公開当時は増村保造監督、高橋惠子（当時は関根恵子）主演の『遊び』と2本立てで上映された。松坂慶子はこの『遊び』に端役で出演している。

## スタッフ
- 監督：帯盛迪彦
- 脚本：長谷川公之
- 撮影：中川芳久
- 音楽：伊部晴美

## キャスト
- 麻生梢：松坂慶子
- 榊達郎：峰岸隆之介
- 麻生周造：高橋昌也
- 味方芳枝：長谷川待子
- 柳田浩司：早川雄三
- 柳田民代：真山知子
- 殿村部長：藤村有弘
- 石川弘：小野川公三郎
- 小池三千代：小峯美栄子
- 中沢和彦：富川澈夫
- 中沢ルミコ：後藤ルミ
- 講師：三夏伸
- ホステス：赤沢未知子、山名佐知江、望月節子

## リバイバル上映
大映の倒産で松竹に移籍した松坂慶子の人気が上がるにつれ、若者の間でアングラ的人気が高まり、1979年の秋には早大や明大などから大学祭で上映したいからフィルムを貸して欲しいと大映配給に問い合わせがあった。この若者人気に目を付けた東映が大映配給からフィルムを借りて1980年4月5日公開の『甦れ魔女』と併映でリバイバル公開を予定し上映予告までしたが、松坂が当時松下電器提供のTBSの看板番組『江戸を斬る』でヒロインを務めていたため、『江戸を斬る』を下請け製作していた東映京都撮影所に「松坂のイメージダウンにつながるような行為をするなら『江戸を斬る』の発注を引き上げる」と広告代理店らがクレームを付け急遽上映が中止、併映は山城新伍主演・監督の『ミスターどん兵衛』に差し替えられた。松竹が松坂の出演リストから大映時代の作品を削り取って発表したことが発火点となり、隠すからにはそれなりの理由があると噂がパッと広がり、スポーツ新聞が「『夜の診察室』は松坂慶子のポルノ映画」などと書いたため騒ぎが大きくなった。実際は『夜の診察室』は成人映画ではなく一般映画で、内容も日本でもフランス小噺のような映画を作りたいという意図で撮られた作品であった。
この噂を大映が活用し、「マスコミ騒然!松坂慶子と関根恵子の衝撃作。いま巷でモノ凄い噂のこの二大話題作を上映してみませんか」とスポーツ紙にデカデカと「『夜の診察室』と『おさな妻』（『遊び』ではない)の上映劇場募集」という前代未聞の広告を打った。配給網を持たない大映配給の苦肉の策、ゲリラ奇襲作戦が見事的中し、全国から続々上映申し込みが殺到した。東京では1980年4月12日から新宿座で17日間上映され、延べ1万5千人を動員して松竹のドル箱「寅さんシリーズ」並みの興行成績を上げた。この後も全国50館以上で上映され、通常こうした併映作品クラスの再上映は、劇場に1本7万円から10万円で売るところであるが、歩合制を採用したおかげで大映配給は1億円以上の収入を上げた。1980年6月28日からは池袋の日勝文化劇場で『夜の診察室』と関根恵子の全裸シーンがある『新・高校生ブルース』の組み合わせで上映が行われた。